# جنبش من هم در ایران
جنبش من هم در ایران روایت قربانیان ایرانی از آزارهای جنسی است که از تابستان ۱۳۹۹ در شبکه‌های اجتماعی به‌ویژه توئیتر آغاز شد؛ این رخداد شبیه به جنبش من هم بود که در سال ۲۰۱۷ جنجال‌های زیادی را آفرید. کیوان امام‌وردی، دانش‌آموختهٔ باستان‌شناسی دانشگاه تهران، به تجاوز جنسی سریالی متهم و سپس دستگیر و به افساد فی‌الارض متهم شد. سارا امت‌علی ، روزنامه‌نگار سابق، آیدین آغداشلو، نقاش، را پس از ۱۴ سال سکوت به تعرض جنسی متهم کرد. روزنامهٔ نیویورک تایمز در آبان ۱۳۹۹ طی گزارشی مفصل به اتهام‌های جنسی علیه آغداشلو پرداخت که بنا بر آن ۱۳ زن طی ۳۰ سال خود را قربانی او دانستند و ۱۹ نفر به او لقب «هاروی واینستین ایران» دادند. کامیل احمدی، جامعه‌شناس، به آزاررسانی و تعرض جنسی به همکاران و سوژه‌ها طی پژوهش‌های اجتماعی متهم شد. یکی از مدیران مرد سابق دی‌جی‌کالا به سوءاستفاده‌های جنسی در محل کار متهم شد و مدیر سابق منابع انسانی آن به خاطر نادیده گرفتن و اخراج آزاردیدگان همدست او قلمداد شد. بشرا دستورنژاد، بازیگر؛ لونا شاد، گوینده؛ و پانیدا، خواننده، محسن نامجو، خواننده، را در فروردین ۱۴۰۰ در کلاب‌هاوس به آزار جنسی متهم کردند. پیشتر در موج اولیهٔ افشاگری‌ها یک فرد ناشناس او را به تلاش برای تجاوز جنسی متهم کرده بود. آغداشلو، احمدی، و نامجو این اتهامات را رد کردند. افشاگری‌ها محدود به این چند نفر نبود و متهمانی از قشرهای مختلف شامل معلمان مدرسه، استادان دانشگاه، هنرمندان، ورزشکاران، اصحاب رسانه، پزشکان، بازیگران، نویسندگان، نمایندگان مجلس، و مقامات دولتی را دربرگرفت.
این افشاگری‌ها پیامدهایی برای متهمان داشت، از جمله حذف نقاشی آغداشلو از جلد چاپ جدید شازده احتجاب، لغو نمایشگاه‌های آثار او در گالری‌هایی در تهران و تورنتو، انصراف دو جشنوارهٔ فیلم از پذیرش مستندی که دربارهٔ او تهیه شده بود، تهیهٔ دادخواست‌هایی برای قطع همکاری جشنوارهٔ تیرگان با آغداشلو و توقف حضور نامجو در رسانه‌های جمعی تا رفع اتهامات علیه او، و لغو عضویت کامیل احمدی از انجمن جامعه‌شناسی ایران. از آن طرف، واکنش‌ها به افشاگری‌ها عمدتاً همدلانه بود و با توصیفاتی چون «تابوشکنی تاریخی» یا «نقطهٔ عطف در زمینهٔ سوءاستفاده‌های جنسی» در ایران ستایش شد. چند وکیل اعلام کردند که وکالت قربانیان را به‌طور رایگان بر عهده خواهند گرفت و چند ماه بعد لایحهٔ «حفظ کرامت و حمایت از زنان در برابر خشونت» که از یک دهه پیش در دست تهیه بود بالاخره از جانب دولت به مجلس ارسال شد. نظام قضایی فعلی ایران بزرگ‌ترین چالش در برابر این جنبش شمرده شد، چراکه فاقد زیرساخت‌های لازم برای رسیدگی به سوءاستفادهٔ جنسی است. طبق قانون ایران جرایم جنسی از زنا نشئت گرفته‌اند و جرمی با عنوان تجاوز جنسی به رسمیت شناخته نشده و آنچه هست «زنای به عنف» است. مرز بین زنا با زنای به عنف باریک است و اگر نتوان عامل زور را اثبات کرد، قربانی خود به مجرم تبدیل می‌شود. جز قوانین، جامعه نیز به دلیل سرزنش قربانی، عادی‌سازی و مخفی کردن آزارهای جنسی، نایستادن در برابر روابط قدرت، و به‌طور کلی ایجاد فضای امن برای آزارگران شماتت شد. هیجان‌زده، پرهیاهو، و عصبانی بودن، محدود ماندن به قشرهای خاصی از اجتماع، انحراف از مسیر اصلی و دزدیده شدن توسط سلبریتی‌ها از جمله نقدهای واردشده به جنبش من هم ایران بود.

## پیشینه

### سوءاستفادهٔ جنسی در ایران
در ایران، تعرض جنسی به زنان در محل کار و نیز مکان‌های عمومی چون مترو، اتوبوس، یا خیابان در قالب دستمالی رایج است. همچنین تجاوز جنسی طبق آمار قوهٔ قضائیه در دههٔ ۱۳۹۰ افزایش یافته‌است. به گفتهٔ حسین قنبرنژاد، معاون راهبردی قوهٔ قضائیه، سال ۱۳۹۳ حدود ۱۳۱۳ مورد تجاوز به عنف در ایران گزارش شده که نسبت به سال ۱۳۸۹ به اندازهٔ ۲۰۰ تا ۳۰۰ مورد افزایش یافته‌است. آمار مزاحمت‌ها برای زنان و دختران نیز از تقریباً ۷۲٬۰۰۰ مورد در سال ۱۳۸۹ به ۱۴۲٬۹۳۳ در سال ۱۳۹۳ رسیده‌است. به گفتهٔ سعید مدنی، جامعه‌شناس، طبق گزارش‌ها بیشترین میزان تجاوز در ایران در استان تهران است. سالانه حدود ۱۶۵۰ جرم جنسی در تهران اتفاق می‌افتد، هرچند برآورد شده که بیش از ۸۰ درصد موارد تجاوز به دلایل مختلف گزارش نمی‌شوند. به‌طور خاص، بازیگران زن ایرانی از سال‌ها پیش به رواج تعرض جنسی در صنعت فیلمسازی کشور اعتراض کرده‌اند، هرچند برای اشاره به این مباحث از کلمات مبهمی چون رفتارهای «غیراخلاقی»، «فاسد»، یا «زشت» استفاده کرده‌اند. صبا کمالی، بازیگری که صنعت فیلم‌سازی را رها کرده، گفت «هر نه‌ای که گفتم ۵ سال مرا به یک سمتی شوت کردند… هفتاد درصد افرادی که در سینما کار می‌کنند فساد دارند». او به گفتهٔ خودش، تهیه‌کنندهٔ «منتسب به فلان وزارت‌خانه» را که ساعت ۳ صبح خواسته به‌زور وارد خانه‌اش بشود با فحش ناموس بیرون کرده‌است. یکی از موارد مرتبط با آزار جنسی که خشم عمومی را در ایران برانگیخت، اتهام سوءاستفاده جنسی سعید طوسی، قاری نزدیک به بیت رهبری، بود که به تعرض جنسی به نوجوانان در کلاس‌های درسش متهم شد، اتهامی که او منکر آن شد و درنهایت این پرونده با تبرئهٔ او مختومه شد. یک هفته قبل از شروع جنبش در ایران، سلمان خدادادی، نمایندهٔ پیشین مجلس، از اتهام تجاوز به زهرا نویدپور تبرئه ولی به دلیل «رابطهٔ نامشروع» به دو سال انفصال از خدمت و ۹۹ ضربه شلاق محکوم شد.

### جنبش جهانی من هم
در سال ۲۰۱۷ هشتگ ‎#MeToo علیه سوءاستفاده و آزار جنسی در سطح جهان ترند شد که مردم به‌وسیلهٔ آن جرایم جنسی افراد قدرتمند یا مشهور را در اینترنت برملا کردند. این جنبش دامن شخصیت‌های مشهوری چون هاروی واینستین را گرفت. علی‌رغم معدود هشتگ‌هایی که همان موقع حتی به فارسی زده می‌شد، مثلاً استفادهٔ آناهیتا همتیِ بازیگر از این هشتگ بدون ذکر هیچ روایتی، این جنبش در مجموع در آن برههٔ زمانی در ایران فراگیر نشد. مقالهٔ مهزاد الیاسی در روزنامهٔ شرق در سال ۱۳۹۶، اولین مقاله‌ای در ایران بود که ضمن پرداختن به جنبش جهانی من هم، تجربهٔ شخصی خود نویسنده را هم دربارهٔ آزارهای جنسی بیان می‌کرد که بنا بر آن الیاسیِ ۲۱ ساله در اوایل دههٔ ۱۳۸۰، پیشنهادهای جنسی یک کارگردان مطرح را — که در مقاله ناشناس می‌ماند — رد کرده بود. مقالهٔ الیاسی، جز یک مورد، هیچ واکنشی بر نینگیخت. الیاسی در مقالهٔ دیگری که چند ماه بعد باز در شرق منتشر کرد به اشتباه بودن روایتگری‌اش «اعتراف» کرد و نوشت «شاید هنوز برای ما [ایرانیان] زود است» و من هم، حداقل در این برهه، مختص سفیدپوستان ثروتمند است. سید علی خامنه‌ای، رهبر ایران، در سخنرانی ۱۷ اسفند ۱۳۹۶ به مناسبت میلاد فاطمهٔ زهرا ضمن اشاره به این جنبش، حجاب را بهترین راهکار برای جلوگیری از سوءاستفاده‌های جنسی رایج در غرب دانست. او گفت: «اسلام به وسیلهٔ حجاب در را بر روی آن مسیری که جنس زن را به این نقطهٔ انحراف برساند بسته‌است». ویدئویی از این سخنرانی که ۳ اکتبر ۲۰۱۸ (۱۱ مهر ۱۳۹۷) به زبان انگلیسی و به مناسبت سالگرد افشاگری نیویورک تایمز از قضیهٔ هاروی واینستین در اکانت توئیتر خامنه‌ای منتشر شد، با واکنش منفی رسانه‌های غربی مواجه شد که مغایرت این اظهارات را با افزایش آمار آزار و تعرض جنسی در ایران طی سال‌های اخیر و نیز جنبش دختران خیابان انقلاب در اعتراض به حجاب اجباری برجسته کرده بودند. از جمله مواردی که ایرانیان در شبکه‌های اجتماعی از این هشتگ برای بیان روایت‌ها و اعتراف‌هایشان استفاده کردند، سر رسوایی جنسی در دبیرستان دکتر معین بود که خرداد ۱۳۹۷ رسانه‌ای شد.

## هشتگ #تجاوز
| امانل  | توییتر |
| @emovm |        |

             دیت اولش لباشو ببوس، اگه اعتراض نکرد بهت می‌ده. اگه اعتراض کرد بگو انقدر محو زیباییت شدم که نفهمیدم چیکار کردم.. اینجوری بازم بهت می‌ده.
         

        ۶ اوت ۲۰۲۰

در تابستان ۱۳۹۹ هشتگ #تجاوز با الهام از جنبش من هم در فضای مجازی ایران، مخصوصاً در توئیتر، مطرح شد. رویداد با توئیت کاربری به نام «امانل» در ۱۶ مرداد (۶ اوت) آغاز شد که نوشته بود «دیت اولش لباشو ببوس» و باعث واکنش گستردهٔ سایر کاربران به آزارهای جنسی پُست‌کننده شد. امانل اکانتش را غیرفعال و توئیتر را ترک کرد. ویدئویی که ۱۷ مرداد همزمان با روز خبرنگار در ایران توسط شبکهٔ چندرسانه‌ای راوی دربارهٔ آزارهای جنسی که خبرنگاران زن دیده‌اند منتشر شد نیز بر قوت گرفتن رویداد تأثیر گذاشت. چند دانش‌آموز پشت‌کنکوری توئیت کردند که یک معلم مرد به آن‌ها تعرض جنسی کرده‌است. دانش‌آموزان پس از چندی مجبور شدند توئیت را حذف و عذرخواهی کنند. پس از آن، ماجرای فریب دادن دانشجویان دختر دانشگاه تهران توسط یک فعال حوزهٔ گردشگری به نام کیوان امام‌وردی مطرح شد. پس از این‌ها نیز اتهام تعرض جنسی علیه آیدین آغداشلو مطرح گردید که این اتهام، به نقطهٔ عطف ماجرا تبدیل شد. دوم شهریور ۱۳۹۹، رادیو فردا نوشت که هشتگ #تجاوز پس از هشتگ‌های مربوط به مراسم محرم و اعتراضات سیاسی، جزو ده هشتگ داغ توئیتر فارسی است. همچنین هشتگ‌های #تعرض، #نه_یعنی_نه، #سکوت_نکنیم، و #من_هم نیز داغ شد. این هشتگ‌ها از آزاررسانی هم‌جنس‌ها، در میان اعضای خانواده، و افراد زیر سن قانونی روایت می‌کرد. چند دانش‌آموز دختر معلم مؤنثشان را به تعرض جنسی متهم کردند و مردان نیز از تجربهٔ مورد تجاوز قرار گرفتن به‌ویژه در دورهٔ سربازی نوشتند. به گفتهٔ سوسن طهماسبی، فعال حقوق زنان، در ابتدا که روایت‌ها بدون نام بردن از آزارگران بود، استقبال مردمی مساعد بود اما به محض آنکه پای اسامی مطرح به میان آمد، گروه‌هایی از مردم در پذیرش روایت‌ها مقاومت نشان دادند. در اولین روایت‌هایی که دست به دست می‌شد تفاوت آزار، تعرض، سوءاستفاده، خشونت و تجاوز برای هشتگ‌زنان کاملاً مفهوم نبود.

## متهمان
فهرست متهمان شامل بیش از ۱۰۰ مرد از جمله آموزگاران، استادان دانشگاه، هنرمندان، ورزشکاران، اهل رسانه، پزشکان، بازیگران، نویسندگان، یکی از مدیران سابق دیجی‌کالا، نمایندگان مجلس و مقامات دولتی ایران می‌شود.

### کیوان امام‌وردی
چهار دوست پس از باخبر شدن از داستان تجاوز جنسی به یکی از آن‌ها در سال ۱۳۹۶، تصمیم گرفتند موضوع را بدون ذکر کامل نام متجاوز در اینستاگرام مطرح کنند. زنی به آپارتمان دوستش به نام کیوان امام‌وردی که دانش‌آموختهٔ ۱۳۸۹ باستان‌شناسی دانشگاه تهران بوده رفته و با او مشروب خورده و صبح روز بعد که از خواب برخاسته، لخت روی تخت‌خواب بوده در حالی که به او تجاوز شده بود. در کمتر از ۲۴ ساعت بیش از ۳۰ نفر گفتند همان مرد ۳۳ ساله که در مغازهٔ کتاب‌فروشی دوستش در اطراف میدان انقلاب کار می‌کرده به همان شیوهٔ خوراندن «شراب دست‌ساز» و بیهوش کردن آن‌ها با استفاده از قرص‌های خواب‌آور به آنان تجاوز کرده‌است. در روز جمعه ۳۱ مرداد ۱۳۹۹، شش هزار توئیت با هشتگ #کیوان_امام زده شد. دخترعمویش نیز نوشت که از دست‌مالی‌هایش در امان نبوده و از او می‌ترسیده‌است. تا ۵ شهریور ۱۳۹۹ تعداد روایت‌ها از آزارهای او به بیش از ۴۰ مورد رسید و در شبکه‌های اجتماعی به «تجاوز سریالی» متهم شد. یکی از استادان گروه هنرهای نمایشی دانشکده هنرهای زیبای دانشگاه تهران از شاکیان خواست صبح یکشنبه ۲ شهریور مقابل ساختمان دانشکده جمع شوند. چهار نفر حاضر شدند ولی فقط یک نفر مدارک و مستندات کافی به همراه داشت. امام‌وردی که ابتدا در توئیتر گفته بود به اتهامات پاسخ خواهد داد، حسابش را غیرفعال کرد و به ویلایش در شمال ایران رفت. یکی از قربانیان که پیشتر به ویلای او دعوت شده بود، آدرسش را لو داد. پلیس امنیت عمومی تهران صبح ۴ شهریور ۱۳۹۹ اطلاع داد که امام‌وردی را دستگیر کرده و از شاکیان خواست «با اطمینان از محفوظ ماندن هویتشان در نزد پلیس» شکایت کنند. امام‌وردی اقرار کرد که طی ۱۰ سال به ۳۰۰ زن تجاوز کرده و همزمان مدعی شد که به سادیسم مبتلاست. پلیس از کشف فیلم‌هایی از تجاوز او به ۴۶ زن در «مخفی‌گاه» متهم خبر داد. حداقل ۳۰ نفر از امام‌وردی شکایت و ۱۰ نفر در مواجهه حضوری او را شناسایی کردند. برخی از شکایت‌ها از خارج ایران مطرح شد. در دی ۱۳۹۹ روزنامهٔ همشهری گزارش کرد که بازپرس دادسرای امنیت اخلاقی تهران برای او اتهام «افساد فی‌الارض» اعلام کرده‌است. وکیل ۵ نفر از شاکیان پرونده گفته کیوان امام‌وردی به اتهام «فساد فی الارض» به اعدام محکوم شده‌است. این حکم «بدوی» اعلام شده‌است.

### آیدین آغداشلو

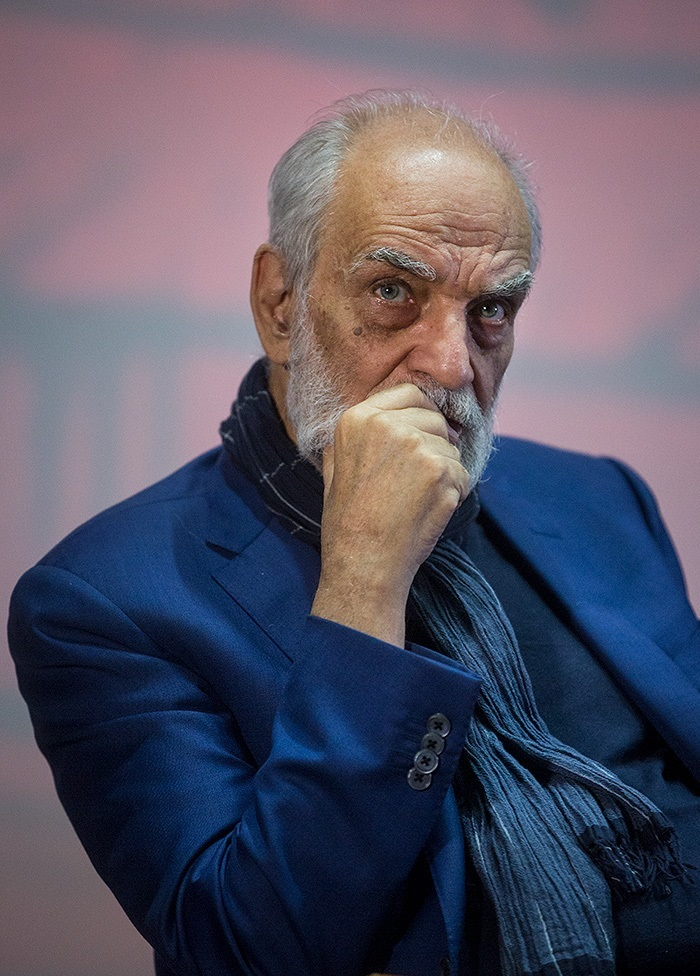
آغداشلو در ۱۳۹۸

سارا امت‌علی، روزنامه‌نگار سابق، توئیت کرد در تابستان ۱۳۸۵ قصد داشته با آیدین آغداشلو در موزهٔ ملی ایران مصاحبه کند که به اصرار او ابتدا به دفترش رفته تا از آنجا با هم به موزهٔ ملی بروند. آغداشلو که در محل کارش لخت و «فقط یک عبای قهوه‌ای روی دوشش» بوده، امت‌علی را محکم بغل کرده و سعی کرده او را ببوسد. امت‌علی در نهایت از دستش فرار کرده‌است. سپس آغداشلو از دفترش بیرون آمده و به نحوی که انگار هیچ اتفاقی نیفتاده به امت‌علی گفته «برویم». امت‌علی بی‌اراده همراه او به موزه رفته و گزارشش را تکمیل کرده‌است. فهیمه خضرحیدری، تهیه‌کننده و مجری برنامه‌های رادیویی، نوشت ده‌ها مورد مشابه از سوءرفتارهای جنسی آغداشلو شنیده‌است. لاله صبوری، بازیگری که دو سال شاگرد آغداشلو بوده، توئیت کرد «تجاوز وصله‌ای است که به استاد می‌چسبد». آغداشلو بابت این توئیت از صبوری شکایت کرد. چندین زن جوان دیگر نیز از تجارب مشابهشان با آغداشلو در قالب کلاس‌های آموزش نقاشی نوشتند. ۴۵ نفر در مصاحبهٔ تلفنی با نیویورک تایمز گفتند از سوءرفتارهای آغداشلو با دختران جوان آگاه بودند و ۱۳ زن در طول ۳۰ سال خود را قربانی او دانستند که یکی از آن‌ها در زمان تعرض ۱۳ سال داشت. ۱۹ نفر به او لقب «هاروی واینستین ایران» دادند و گفتند که پیشرفت شغلی‌شان به رد یا قبول پیشنهادهای آغداشلو بستگی داشته‌است. سولماز اژدری، شاگرد نقاشی آغداشلو، گفت «آوازهٔ آقای آغداشلو در دنیای هنر رازی آشکار بود اما کسی اقدامی در این مورد نمی‌کرد». او گفت در سال ۱۳۸۶ وقتی برای برداشتن مدادش که روی زمین افتاده بود خم شده، دست آغداشلو را لای پاهای یکی از شاگردان دختر دیده‌است. پیشنهاد اهدای یک تابلوی نقاشی به قیمت یک آپارتمان کوچک در تهران (۱۰۰ هزار دلار آمریکا) در ازای درخواست‌های جنسی، سفارش به گالری‌دارها برای تحریم کسی که پیشنهادهای جنسی آغداشلو را رد کرده بود، نشان دادن نقاشی‌های زنان لخت به یک عکاس و بوسیدن او به‌زور و تلاش برای پاره کردن لباس‌هایش، و خواستن از شاگردان برای نشستن روی پاهای آغداشلو حین بررسی کارهایشان و دستمالی آنان از جمله روایت‌های مصاحبه‌شوندگان با نیویورک تایمز بوده‌است. فردی با  نام کوچک  آفرین که حالا در تهران معلم است، گفت آغداشلو در ۱۳ سالگی بارها به او تعرض جنسی کرده‌است؛ آلتش را به بدنش می‌چسبانده و ران‌هایش را می‌مالیده‌است. دستیار آموزشی آغداشلو که ۱۲ سال مدیریت کارگاه‌هایش را بر عهده داشته نیز گفت به او تعرض شده و بابت همین موضوع استعفا کرده‌است. در مقابل، شهره آغداشلو، بازیگر هالیوود و همسر اول آغداشلو، و میترا زاد، شاگرد سابق آغداشلو، از او دفاع کردند. آغداشلو برای تکذیب این ادعاها به چند خبرگزاری ایران ایمیل زد و در نهایت با انتشار پستی در صفحهٔ اینستاگرامش تمامی این ادعاها را تکذیب کرد. بیانیهٔ او مورد تمسخر کاربران شبکه‌های اجتماعی قرار گرفت. درخواست او از نیویورک تایمز برای حذف مقالهٔ ۲۲ اکتبر ۲۰۲۰ آن روزنامه نیز رد شد.

### کامیل احمدی

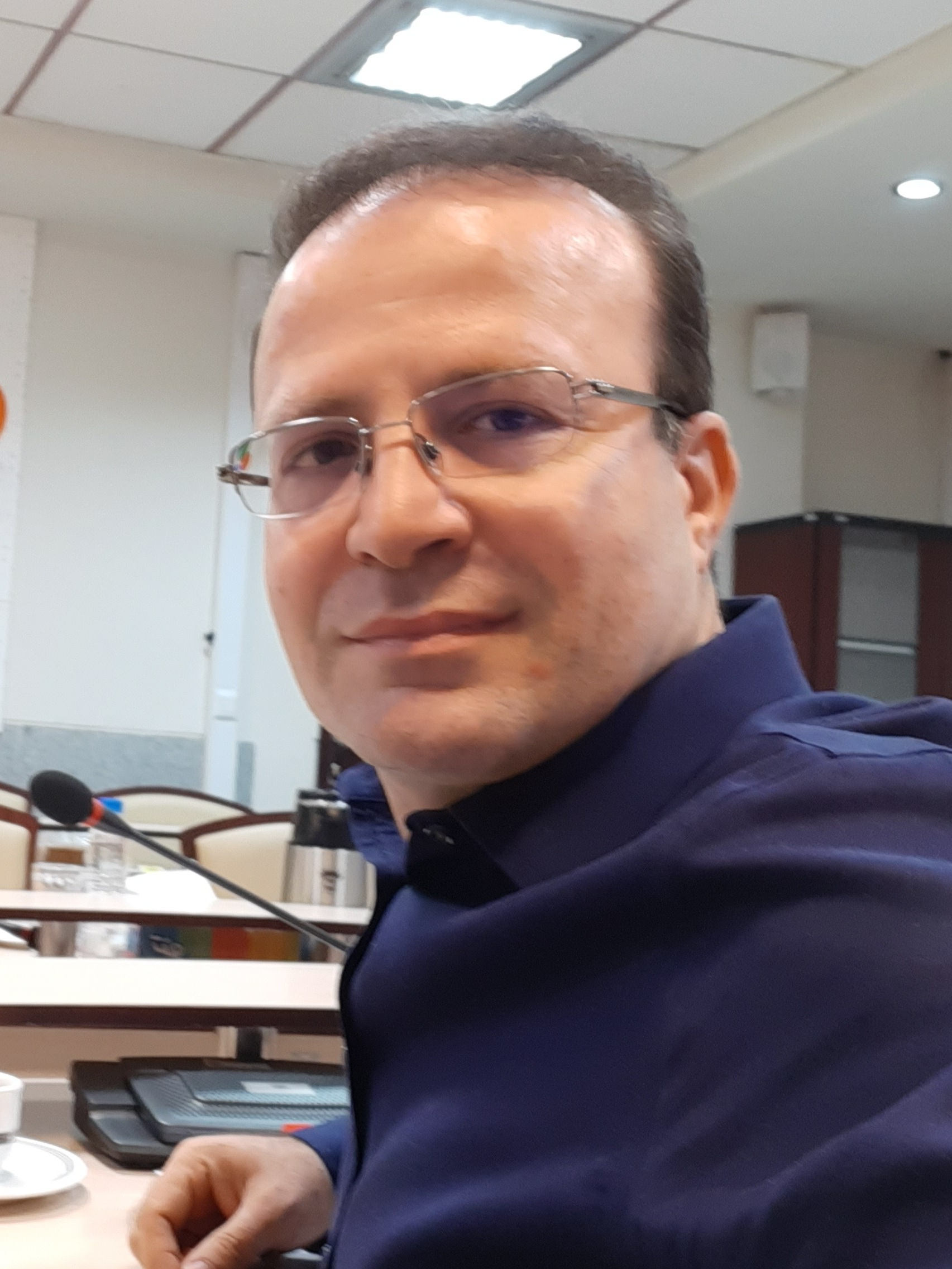
احمدی در ۱۳۹۹

کامیل احمدی، جامعه‌شناس ایرانی–بریتانیایی و پژوهشگر در زمینهٔ ازدواج کودکان، ختنهٔ زنان، و دگرباشان جنسی، در فضای مجازی با اتهام‌هایی در مورد آزار جنسی نسبت به همکاران یا سوژه‌های زن در جریان انجام پژوهش‌های اجتماعی روبرو شد. وبگاه بیدارزنی چندین روایت علیه او نقل کرد که در یکی از آن‌ها زنی که خود ختنه شده و مایل بود در این باره مطالعه و روشنگری کند در زمان تحقیق در هتلی توسط احمدی آزار دید. حداقل ۷ روایت علیه او در شبکه‌های اجتماعی منتشر شد. او در اینستاگرام به خاطر «عدم ملاحظات اجتماعی به واسطهٔ رفتار راحتم و دیدگاه متفاوت‌ترم به روابط» عذرخواهی کرد ولی بعداً این پست را پاک کرد. انجمن جامعه‌شناسی ایران با انتشار بیانیه‌ای عضویت احمدی در انجمن را لغو و او را از دبیری گروه جامعه‌شناسی کودک انجمن برکنار کرد. احمدی اقدام انجمن جامعه‌شناسی را غیرمنصفانه و اتهام‌ها را ساختهٔ رقبای پژوهشگرش و حکومت ایران دانست که همزمان با این قضایا ولی به دلیل نامربوط جاسوسی و اقدام علیه امنیت ملی، او را به ۸ یا ۹ سال زندان و پرداخت جریمهٔ ۶۰۰ هزار یورویی محکوم کرده بود اما احمدی توانسته بود از ایران بگریزد و چهره‌ای قهرمانانه از خود به نمایش بگذارد. روزنامهٔ گاردین از ۴ زن داخل و خارج ایران و رادیو آزادی از ۳ زن روایت‌های مشابهی شنیده‌اند که همگی از الگوی ثابتی پیروی می‌کردند که شامل تعریف جوک‌ها و انجام شوخی‌های جنسی، دعوت قربانیان به آپارتمان شخصی برای کار پژوهشی گروهی (که بعداً مشخص می‌شد از «گروه» خبری نیست)، و مسموم کردن آن‌ها با مشروبات الکلی و حشیش می‌شد. به گفتهٔ مرضیه محبی، وکیل دادگستری، چهار زنی که مدعی‌اند احمدی به آن‌ها تعرض کرده به او مراجعه کرده‌اند و او با توجه به شواهد حرف آن‌ها را باور می‌کند هرچند اثبات این ادعاها در دادگاه دشوار است. احمدی به دلیل لطمه‌ای که به پژوهش‌های اجتماعی در ایران مخصوصاً در قبال آسیب‌پذیرترین اقشار جامعه به خاطر اقدامات او وارد شده شدیداً مورد انتقاد قرار گرفت.

### دیجی‌کالا
دیجی‌کالا، بزرگ‌ترین فروشگاه اینترنتی ایران، از متهمان بود و از این لحاظ که آزاررسانی‌های مرتبط با آن در محل کار رخ داده بودند، مورد توجه قرار گرفت. یکی از مدیران مرد شرکت، از سوی کارکنان پیشین و فعلی آن به سوءرفتار با زنان متهم شد. وقتی موضوع را با مدیر وقت منابع انسانی شرکت — که زن بود — در میان گذاشته بودند، آزاردیدگان نادیده گرفته و اخراج شدند. کاربران شبکه‌های اجتماعی مدیر زن را همدست مدیر مرد در آزاررسانی دانستند و او را با کامنت‌هایشان ذله کردند. مدیر عامل شرکت فوراً نسبت به ماجرا واکنش نشان داد، با پذیریش مسئولیت عذرخواهی کرد، و گفت که شرکت برای افزایش پاسخگویی روشی برای سوت‌زنی به صورت ناشناس تدارک دیده‌است.

### محسن نامجو

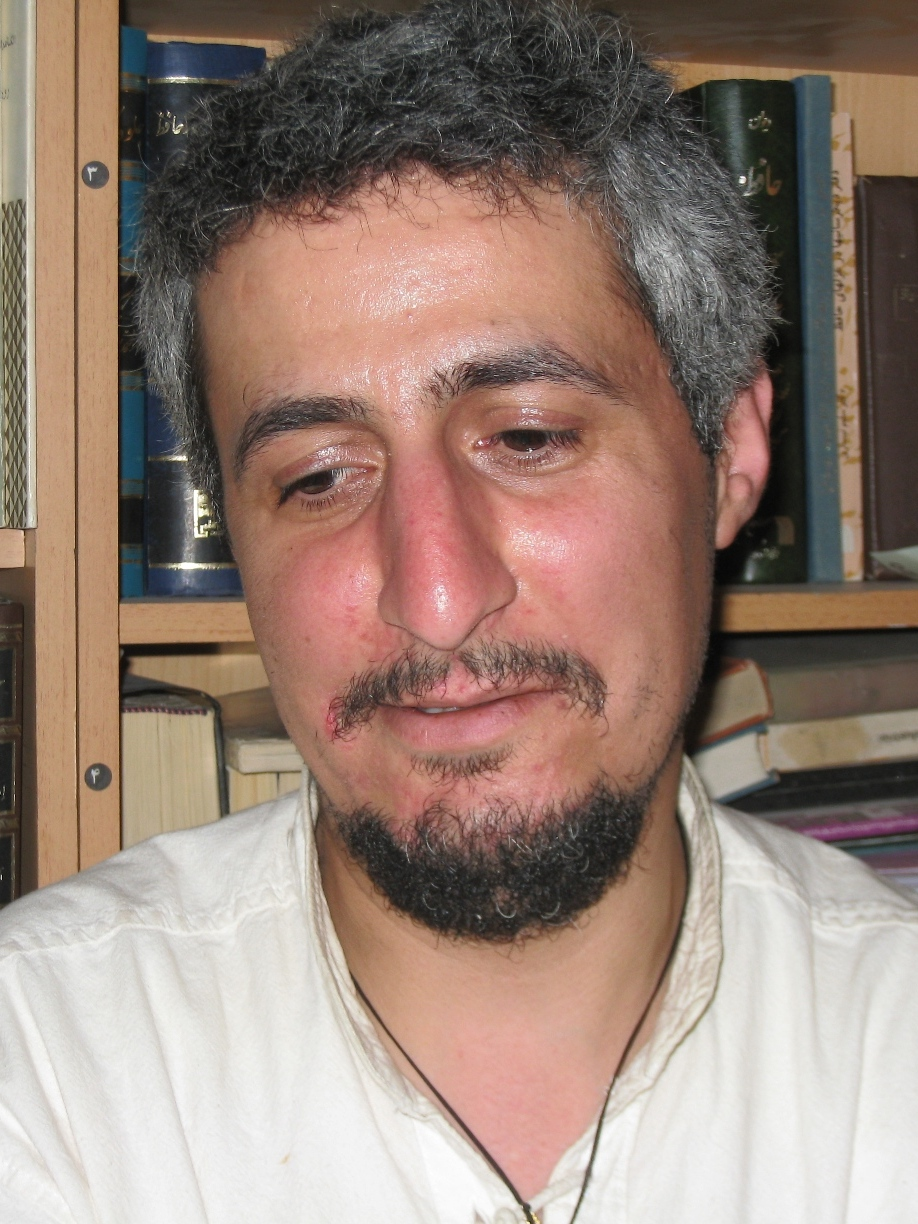
نامجو در ۱۳۸۷

محسن نامجو، خواننده و آهنگساز، اتهامات تعرض جنسی و تلاش به تجاوز را که یک کاربر توئیتر با نام مستعار ماهی علیه او مطرح کرده و مربوط به هفت سال پیش بود با انتشار ویدئویی در شهریور ۱۳۹۹ رد کرد. پانیدا، خواننده، نیز روز قبل از انتشار ویدئو در گفتگویی با فرآواز، خواننده، نامجو را به آزار جنسی متهم کرده بود. بیستم فروردین ۱۴۰۰ پس از حضور نامجو در برنامهٔ ری‌پلی از ام‌بی‌سی پرشیا، بشرا دستورنژاد، بازیگر؛ لونا شاد، گوینده و بازیگر؛ و پانیدا این بار در کلاب‌هاوس نامجو را به سوءرفتار متهم کردند. دادخواستی نیز با مضمون توقف حضور نامجو در رسانه‌های جمعی تا رفع اتهامات از او منتشر شد. نامجو ویدئوی دیگری منتشر کرد و با اذعان به شفاف و صادق نبودنش در ویدئوی اولیه، بدون نام بردن از کسی از زنان آزاردیده و دوستانش عذرخواهی کرد و رفتارش را ناشی از «عدم آموزش و روابط صحیح در یک فرهنگ هزاران ساله مردسالارانه» خواند. واکنش‌ها به این ویدئو هم مثبت و هم منفی بود. اما اندکی بعد فایل صوتی ۱۷ دقیقه‌ای از او به بیرون درز کرد که محتوایش با ویدئوی عذرخواهی به‌کلی فرق داشت و به گفتهٔ خودش مال دو هفته قبل از ویدئوی عذرخواهی و به گفتهٔ وبگاه ایران‌وایر مال بعد از پخش برنامهٔ ری‌پلی بوده‌است. در این فایل صوتی نامجو جنبش من هم ایران را به خاطر نبود اسامی مطرح در آن مسخره کرد، انتقادها را ناشی از مسائل شخصی دانست، و با ارجاع به مضمون ناز و نیاز در ادبیات فارسی، گفت «نه یعنی نه» مال فرهنگ شرقی نیست و در فرهنگ ایرانی «نه یعنی هزار تا چیز». اظهارات نامجو در این فایل صوتی زن‌ستیزانه و همجسنگراهراسانه تلقی شد. ۲۵۵ نفر از فعالان حقوق زن بیانیه‌ای علیه نامجو با عنوان «نه به سلطه‌گری جنسیتی و آزار جنسی» را امضا کردند.

### آرش علایی
اول خرداد ۱۳۹۰ بی‌بی‌سی نتیجهٔ تحقیقاتش دربارهٔ آرش علایی، پژوهشگر پزشکی، را منتشر کرد که بنا بر آن او در پی اتهامات آزار جنسی با دانشگاه ایالتی نیویورک در آلبانی به توافق رسیده که دانشگاه را ترک کند، هرچند او هنوز به فعالیتش ادامه می‌دهد. وکلای او این اتهام را تکذیب کردند.

### ابوالقاسم طالبی
طالبی در بهمن ۱۴۰۱ در خصوص زنان حامی اعتراضات سراسری ۱۴۰۱ گفت: «بعضی از زنان سلبریتی، یائسه شدن را تقصیر جمهوری اسلامی می‌دانند، و تا سن‌شان از ۵۰ سال می‌رود بالا، روسری‌شان را برمی‌داند و فحش به جمهوری اسلامی می‌دهند.» او افزود «تا دیروز جوان‌تر بودید و روی بورس بودید. خب هرکسی یک دورانی دارد». اظهارات او با واکنش گسترده‌ای مواجه شد. حساب توییتر وابسته به جنبش من هم در ایران در اسفند ۱۴۰۱، روایت سه نفر از کسانی که از سوی طالبی مورد آزار جنسی قرار گرفتند را منتشر کرد. بازیگر بهارک صالح‌نیا گفت که در طول فیلم‌برداری یتیم‌خانه ایران طالبی از او خواسته تا در مورد قاعدگی و آمیزش جنسی در هنگام قاعدگی صحبت کند. شخص دیگری گفت طالبی از او پرسیده «بلد نیستی کسی رو تحریک کنی یا نمی‌دونی تحریک کردن چیه؟» و افزود «بی‌خود کردی اومدی تست بدی وقت من رو گرفتی». در روایتی گفته شد که زنان هنگام ورود به دفتر طالبی نباید با خود موبایل و وسایل الکترونیکی همراه داشته باشند.

### شهرام گیل‌آبادی
حساب کاربری جنبش «می تو» (من هم) در ایران در توییتر روایت این آزاردیدگان جنسی از برخورد آقای گیل‌آبادی را زمانی که رئیس مرکز ارتباطات شهرداری و از مدیران محمدباقر قالیباف در شهرداری تهران و از مدیران ارشد صداوسیمای جمهوری اسلامی بود منتشر کرده است.رادیو فردا این حساب هویت یکی از این زنان را «خبرنگار اجتماعی» معرفی کرده است.صدای آمریکا قربانیان تجاوز جنسی شهرام گیل‌آبادی می‌گویند او به بهانه‌های کاری آن‌ها را به دفتر کار خود در شهرداری می‌کشاند و در اتاق استراحت خود مورد تجاوز قرار می‌داد.

## پیامدها
هفتم شهریور ۱۳۹۹، باربد گلشیری، پسر هوشنگ گلشیری، اعلام کرد که نقاشی آیدین آغداشلو به دلیل اتهاماتی که علیه او مطرح شده از جلد چاپ جدید شازده احتجاب پدرش حذف خواهد شد. نمایشگاه انفرادی از آثار آغداشلو در گالری هنری دستان در تهران از جانب خود آغداشلو لغو شد و گالری آرتا در تورنتو نیز از میزبانی آثار آغداشلو خودداری کرد. حراج تهران از احتمال حذف دو اثر از آغداشلو از سیزدهمین دورهٔ این رویداد سالانه خبر داد، هرچند آثار حذف نشدند و تابلو خاطرات امید که با قیمت پایهٔ ۱٫۲ میلیارد تومان عرضه شده بود به مبلغ ۱۲٫۵ میلیارد تومان به فروش رفت و رکورد حراجی را شکست. انتشار مستندی که تارا آغداشلو دربارهٔ پدرش نوشته و کارگردانی کرده بود از جانب تهیه‌کننده منوط به افزودن بخش‌هایی دربارهٔ زنان شد و دو جشنوارهٔ بین‌المللی نیز از پذیرش و اکران فیلم چشم پوشیدند. دادخواستی در کانادا برای قطع همکاری جشنوارهٔ تیرگان با آغداشلو توسط ۸۵۰ تن به امضا رسید، اما مسئولان جشنواره زیر بار تعهد نرفتند. در ۱ آبان ۱۳۹۹ (۲۲ اکتبر ۲۰۲۰)، نیویورک تایمز خبر داد که دست‌کم سه زن قصد دارند علیه آغداشلو اقدام قانونی کنند.
دیجی‌کالا گفت که دربارهٔ مدیر سابقش تحقیق خواهد کرد و از کارمندان زن شرکت معذرت خواست. انجمن جامعه‌شناسی ایران علاوه بر اخراج کامیل احمدی، خواستار رسیدگی و برخورد قاطع در دانشگاه‌ها شد.

## واکنش‌ها
چندین وکیل گفتند که وکالت آزاردیدگان را به صورت رایگان بر عهده خواهند گرفت. رسانه‌های داخل ایران پس از انتشار خبر دستگیری کیوان امام‌وردی شروع به پوشش گستردهٔ رویداد کردند هرچند صداوسیما تا دست کم ۷ شهریور آن را پوشش نداد.
معصومه ابتکار، معاون رئیس‌جمهور ایران در امور زنان و خانواده، اولین مقامی بود که نسبت به این رویداد واکنش نشان داد. او گفت: «دسترسی به اطلاعات خوب و آموزشِ درستْ کم است و این زمینه را برای خشونت و آزار و اذیت‌های جنسی فراهم می‌کند.» ابتکار از تهیهٔ لایحه تأمین امنیت زنان در برابر خشونت از جمله خشونت جنسی خبر داد. در ۱۴ دی ۱۳۹۹، این لایحه که تقریباً از یک دهه پیش در دست تهیه بود، در هیئت دولت به تصویب رسید و در ۲۴ دی به مجلس ارسال شد. هرچند این لایحه از لحاظ کودک‌همسری یا تجاوز به همسر به استانداردهای بین‌المللی نمی‌رسد، قدمی رو به جلو دانسته شده که طبق آن هر رفتار که به جهت جنسیت بر زن واقع شود «و موجب ورود آسیب یا ضرر به جسم یا روان یا شخصیت، حیثیت یا محدودیت یا محرومیت از حقوق و آزادی‌های قانونی وی گردد» خشونت تعریف شده‌است. به غیر از تجاوز جنسی، لایحه به سایر تعرض‌های جنسی که لزوماً به مقاربت نمی‌انجامند نیز پرداخته و برای مثال، ارسال پیام‌ها یا تصاویر نامتعارف یا مستهجن یا «هرگونه درخواست یا پیشنهاد برقراری رابطهٔ نامشروع با زن» می‌تواند به جزای نقدی، حبس از شش ماه تا دو سال یا ۹۹ ضربه شلاق منجر شود. بر اساس این لایحه قوهٔ قضائیه مکلف شده دفاتر حمایت از زنان خشونت‌دیده یا در معرض خشونت را ایجاد یا تقویت کند و نیروی انتظامی مکلف شده واحد ویژهٔ تأمین امنیت زنان را ایجاد کند.
به گفتهٔ شادی امین، مؤسس شبکهٔ سراسری همکاری زنان ایرانی، این اولین بار در تاریخ جنبش حقوق زنان ایران بود که آنان حس کردند می‌توانند دربارهٔ در معرض خشونت بودن به صورت عمومی صحبت کنند. همچنین این اولین باری بود که جامعه با آن‌ها همدلی کرد و آن‌ها را جدی گرفت. با این حال، او امکان خروج این جنبش از سطح اینترنت و ادامه یافتن در کف خیابان را به دلیل نبود جنبش زنان به صورت منظم و فقدان رهبری نامحتمل دانست. به عقیدهٔ الناز محمدی، از اعضای «دیده‌بان آزار»، گروه آموزش و مقابله با آزار جنسی در تهران، این جنبش در زمینهٔ سوءاستفاده‌های جنسی در ایران یک «نقطهٔ عطف» بوده‌است چراکه «روابط جنسی و خشونت و آزار جنسی بزرگ‌ترین تابوی زنان در ایران» بوده‌اند. آزاده کیان، استاد جامعه‌شناسی دانشگاه پاریس ۷، این جنبش را یک «تابوشکنی تاریخی» در ایران خواند، اقدامی که در تاریخ معاصر ایران برای اولین بار توسط زنان رخ می‌دهد.
آمبرا گوتیرز، مدل ایتالیایی مستقر در نیویورک، از چهره‌های شاخص جنبش جهانی من هم اولین هنرمند بین‌المللی بود که از جنبش من هم ایران حمایت کرد. وی در ویدئویی که یک مؤسسه حقوقی ایرانی و یک شرکت رسانهٔ آمریکایی با مشارکت هم تولید کرده‌اند داستان خود را با زنان ایرانی در میان گذاشت.

## چالش‌ها و دستاوردها
این سلسله افشاگری‌ها در ایران با چالش‌هایی مواجه است که باعث شده نسبت به موفقیت آن ابراز تردید شود. لیلا علی‌کرمی، وکیل دادگستری، بزرگ‌ترین مانع را نظام قضایی ایران می‌داند که فاقد زیرساخت‌های لازم برای رسیدگی به «چالش چندوجهی» سوءاستفادهٔ جنسی است. در قانون مجازات اسلامی ایران تجاوز جنسی و تعرض جنسی تعریف دقیق حقوقی ندارند و اکثر جرایم جنسی از زنا نشئت گرفته‌اند. در واقع، جرمی با عنوان «تجاوز جنسی» به رسمیت شناخته نشده و آنچه هست «زنای به عنف» (به زور) است. مرز بین زنا که در آن طرفین رابطه مجرم شناخته می‌شوند با زنای به عنف که در آن فقط زانی مجرم شناخته می‌شود باریک است و اگر نتوان عامل زور را اثبات کرد، قربانی خود به مجرم تبدیل می‌شود. زنا و زنای به عنف هر دو از نوع رابطهٔ نامشروع هستند و به یک شکل اثبات می‌شوند ولی اثباتشان دشوار است و اتهام ثابت‌نشدهٔ زنا (قذف) خود جرم محسوب می‌شود که مجازاتش ۸۰ ضربه شلاق است. علی‌کرمی همپوشانی‌های این دو را از جمله دلایل عدم مراجعهٔ قربانیان به مراجع قضایی می‌داند زیرا قربانیانی که به قانون متوسل شوند به‌طور بالقوه خود را در معرض متهم شدن قرار می‌دهند. علاوه بر این، قانون در زمینهٔ تجاوز به همسر و تعرض جنسی بدون آمیزش جنسی نیز نقص دارد. طبق قانون آئین دادرسی کیفری ایران، «به جرائم منافی عفت به‌طور مستقیم، در دادگاه صالح رسیدگی می‌شود». در نتیجه، دادستان و بازپرس عموماً از تحقیق و تجسس دربارهٔ جرایم منافی عفت منع می‌شوند. عدم تحقیقات مقدماتی در دادسرا باعث می‌شود شواهد و مدارک پرونده کافی نباشند و متهم راحت‌تر تبرئه شود. به پرونده‌های زنا در دادگاه کیفری یک رسیدگی می‌شود که متشکل از سه قاضی مرد است. بسیاری از قربانیان زن به دلیل شرم از ذکر جزئیات ماجرا خودداری می‌کنند. به نوشتهٔ علی‌کرمی، در دادسرا و دادگاه روی امنیت و حریم خصوصی قربانیان به قدر کافی حساس نیستند که این موضوع کار قربانی را برای شرح روایتش دشوارتر می‌کند. در نهایت اینکه مجازات زنای به عنف در ایران سنگسار، اعدام، یا شلاق است که باعث شده برخی از قربانیان مایل به پی‌گیری پرونده‌هایشان در مراجع قضایی نباشند چون با این مجازات شدید مخالفند. از آن سو، به گفتهٔ شیرین عبادی، حقوق‌دان و کنشگر حقوق بشر، یکی از راه‌های اثبات جرم در قوانین ایران، علم قاضی بر پایهٔ مستندات پرونده است و اگر چندین نفر که با یکدیگر سابقهٔ دوستی یا آشنایی ندارند و حرفشان قابل اعتماد به نظر می‌آید و شائبهٔ تبانی یا دروغ‌گویی در میان نیست از متجاوز شکایت کنند، قاضی می‌تواند با اتکا به علم خود حکم صادر کند. جز قوانین، انگشت اتهام به سوی جامعه نیز اشاره رفته‌است. اغلب روایت‌ها به بیش از یک دهه پیش بر می‌گردد که حاکی از عدم حمایت از قربانیان است. جامعه، روشنفکران، و حتی خانواده‌ها نیز به دلیل سرزنش قربانی، عادی‌سازی و مخفی کردن آزارهای جنسی، نایستادن در برابر مناسبات قدرت و زن‌ستیزی، و به‌طور کلی ایجاد فضای امن برای آزارگران همدست آنان دانسته شده‌اند. ضعف جامعهٔ مدنی در ایران و نبود یک گروه حقوقی تخصصی ویژه که دربارهٔ قربانیان تجاوز فعالیت کند از عوامل نرسیدن صدای قربانیان دانسته شده‌است.
محبوبه عباسقلی‌زاده، محقق و فعال حقوق زنان، شروع شدن جنبش از اینترنت در عوض جوامع محلی، دشواری راستی‌آزمایی روایت‌های مطرح‌شده در شبکه‌های اجتماعی، و هیجان‌زده و پرهیاهو بودن آن را از جمله چالش‌های جنبش من هم ایران برشمرد و از آن طرف توجه جنبش به سیستم به جای پرداختن به اشخاص، یافتن روش‌هایی برای راستی‌آزمایی روایت‌ها، و تمرکز روی آموزش روایت‌گری و همدردی با آزاردیده و حتی عدالت ترمیمی برای آزارگر را از دستاوردهایش دانست. او محدود ماندن جنبش به جامعهٔ روشنفکری، عصبانی بودن آن، بی‌تجربگی در ارتباط با مراکز توانمندسازی، و نداشتن تجربهٔ کلینیکی را از نقدهای وارد به جنبش دانست. فراگیر نبودن جنبش از مکررترین انتقادهای وارد به آن بود. به گفتهٔ مهسا محب‌علی، رمان‌نویس، فقیرترین زنان که به شبکه‌های اجتماعی دسترسی ندارند حتی از نفس سوءاستفاده‌ها آگاه نیستند یا اگر آگاهند «مترسک اخراج» کافی است تا آن‌ها را از ترس بیکار و وابسته شدن به سکوت وادارد. در غیر این صورت افشاگری‌ها عمدتاً به محافل فرهنگی و هنری محدود نمی‌ماند و مدیران دولتی و شرکت‌ها را نیز درگیر می‌کرد. او معتقد است حکومت ایران از این جنبش برای بی‌آبرو کردن محفل‌های فرهنگی و هنری بهره‌برداری کرده‌است.
انحراف جنبش من هم از مسیر اصلی‌اش و دزدیده شدن توسط سلبریتی‌ها از جمله نقدهایی است که به جنبش من هم ایرانی همانند نسخهٔ جهانی‌اش وارد شده‌است. سیما راستین، روزنامه‌نگار، افشاگری‌های سلبریتی‌ها علیه یکدیگر را چرخه‌ای از رذالت‌ها می‌بیند که باعث می‌شود جنبش من هم به جای پرداختن به مباحث اجتماعی و شبکه‌سازی و تمرکز روی قشرهای پایین و ناآگاه اجتماع، بر مدار افشاگری، انتقام‌جویی، تحقیر، و فردگرایی بچرخد و منحرف شود. راستین به نقد اسلاوی ژیژک به جنبش جهانی من هم اشاره می‌کند که در سال ۲۰۱۷ گفته بود «این جنبش ربط و پیوندی با مشکلات واقعی اجتماعی نظیر فقر، استثمار روزانه و از این قبیل ندارد. این برای من به‌طور عمومی مسئله‌ای است مانند نزاکت سیاسی؛ مربوط است به شیوه مؤدبانه حرف زدن، و خوب رفتار کردن و از این قبیل.» راستین با تفاوت قائل شدن بین سلبریتی‌هایی که آگاهی و عاملیت دارند و بلدند نه بگویند با آزاردیدگانی که به قشرهای محروم و ناآگاه تعلق دارند و امکان نه گفتن برای آن‌ها فراهم نیست (همچون دخترک ۱۳ ساله‌ای که قربانی خشونت ناپدری الکلی‌اش است)، جنبش من هم ایرانی را از جنس «اعتراض به بی‌نزاکتی» می‌داند.
نرگس ایمانی مرنی، پژوهشگر اجتماعی، از منظر نئولیبرالیسم به جنبش من هم ایران نگریسته‌است و اعتراض زنان آسیب‌دیده را مقاومت در برابر ساختار سیاسی–اقتصادی–فرهنگی نئولیبرالیسم می‌بیند که به عقیدهٔ او جامعهٔ ایران چند دهه‌ای است در سیطرهٔ آن گرفتار آمده. نظام نئولیبرالیسم برای تولید رضایت در طبقهٔ فرودست، فیگور «کول» را خلق کرده‌است که با ویژگی‌های راحت بودن، خوشمزه بودن، دوری از عصیان و پرخاشگری و نق زدن، مهربان به نظر رسیدن، و … تعریف می‌شود. فیگور کول قرار است با شعار آزادی خصوصی‌ترین داشته‌ها (از جمله بدن) را عمومی کند و این کار را به چهار طریق انجام می‌دهد: ۱) هرگونه اعتراض را با برچسب رفتار نابهنجار پرخاشگرانه دفع می‌کند؛ ۲) زنان را از فیگور زن اُمّل فراری می‌دهد؛ ۳) مصرف بدن زنان را برایشان راحت جلوه می‌دهد؛ ۴) در باکرگی و امل بودن حس شرمساری می‌کارد تا زنان با دوری از این وضعیت‌ها و شرمسار نشدن، احساس رضایت کنند. اما شرمساری فقط به ناراحتی از روابط جنسی آزاد محدود نمی‌شود، بلکه هرگونه امتناع و اعتراض و افشاگری را هم در بر می‌گیرد و سعی می‌کند از ایجاد موج‌های افشاگری یا جنبش‌هایی نظیر من هم جلوگیری کند. ایمانی نئولیبرالیسم را از لحاظ مجبور کردن زنان به تمکین شبیه نظام‌های سنتی–مذهبی می‌بیند منتها با لباسی زیبا و فریبنده.